# The Outside
«The Outside» —en español: El exterior— es una canción del dúo estadounidense Twenty One Pilots, lanzado el 24 de noviembre de 2021, a través de Fueled by Ramen, como el cuarto y último sencillo de su sexto álbum de estudio Scaled and Icy (2021). La canción fue escrita y producida por el líder del dúo, Tyler Joseph. Un vídeo musical de la canción se lanzó el 18 de marzo de 2022.

## Video musical
El vídeo musical de "The Outside" fue dirigido por Andrew Donoho y se lanzó el 18 de marzo de 2022. Es una continuación del vídeo de "Saturday" y se basa gran parte de su trama en la historia establecida en el anterior de Twenty One Pilots. álbum, Trench (2018).
El vídeo comienza con una escena de un dragón de agua, que se desvanece en una habitación que alberga a los nueve obispos de la ciudad ficticia de Dema, quienes proceden a matar a uno de los suyos. Luego, la escena muestra a Joseph lavándose en la costa de una isla, que lleva el nombre de "Voldsøy", ubicada en el continente conceptual conocido como "Trench". Dun encuentra a Joseph y los dos parten hacia una cueva donde residen criaturas con cuernos; Esta criatura apareció anteriormente en el vídeo de "Chlorine", donde se llama Ned. Joseph se sienta con las criaturas, bebe una sustancia desconocida que le dieron y sigue a una fuera de la cueva. Las criaturas le dan sus astas y desaparecen. Luego, Joseph coloca las astas sobre su cabeza, lo que le permite revivir y controlar al obispo muerto en Dema. Rompe una de las lápidas de neón en la sala de los obispos, luego libera al obispo del control inmolándolo a través de un incendio causado por la luz de neón dañada. El vídeo muestra una toma de Joseph y Dun parados uno al lado del otro en la noche, mirando a lo lejos mientras ven las antorchas de los "Banditos", una rebelión contra la ciudad de Dema. Luego, el video se enfoca en cierto dúo de Banditos que vieron a Joseph y Dun, y cuando miran hacia Dema, ahora en llamas, se revela que son el mismo dúo que encontró los monos de los otros Banditos al final del video para "Nico and the Niners".

## Posicionamiento en lista
| Lista (2021–2022)              | Posición |
| ------------------------------ | -------- |
| New Zealand Hot Singles (RMNZ) | 18       |